# 和田の湖

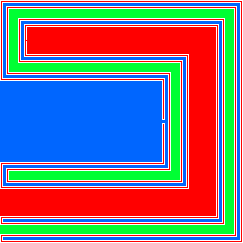
5段階まで掘られた3色の湖。白い部分はまだ陸である。

数学における和田の湖（わだのみずうみ、英: lakes of Wada）とは、面上における3つの領域であって、それぞれは連結であり、互いに共通部分を持たず、しかも全く同じ境界を持つものの例である。

## 概要と歴史
平面あるいは球面上において、同じ境界を持つ2つの領域を考えることは易しい。例えば、球面を北半球と南半球に分ければ、その2つの領域は赤道を共通の境界に持つ。これに対し、3つ以上の領域が共通の境界を持つことは、直感的にはあり得ないことのように感じられる。しかし、無限に入り組んだ複雑な領域を考えるならば、そのようなことも可能である。
数学者の米山国蔵は、1917年にそのような例を発表した。米山によれば、それは彼の師である和田健雄のアイデアだったため、和田の湖と呼ばれるようになった。また、同じ境界を持つ3つ以上の領域は、和田の性質 (Wada property) を持つ、という言い方をする。和田の湖は、直感に反する病的な例として人工的に構成されたものであるが、後述のように、和田の性質を持つ例が力学系において自然に現れることも、次第に分かってきた。そのようなものは、和田の吸引領域 (Wada basins) と呼ばれる。

## 和田の湖の構成

湖を構成する様子（5日目まで）

文献によって細部は若干異なるが、アイデアは本質的には同等である。ここでは、右図に基いた記述を行う。また、3つのみならず、3つ以上の任意の個数の領域についても、同様のアイデアで構成できる。
単位正方形
{\displaystyle U=\{(x,y)\,|\,0<x<1,\,0<y<1\}}
から始める。これは「島」に見立てられる。1日目に
{\displaystyle \{(x,y)\,|\,0<x<2/3,\,1/3<y<2/3\}}
の部分を掘って、青い湖とする。2日目には、図のように「陸」の部分の中央の筋をなぞるようにして、幅 1/9 の赤い湖を掘る。その結果残った陸の部分も幅が 1/9 であり、依然連結していることに注意せよ。なお、湖の縁は湖に含めないものと考える（すなわち湖は開集合である）。3日目には、幅 1/27 の緑の湖を掘って、陸の部分の幅も 1/27 となるようにする。4日目には、青い湖の先端から幅 1/81 の「運河」を掘って、青い湖を拡張する。これまでと同様に、陸の部分の中央をなぞるように掘っていくと、その結果残った陸の部分も幅が 1/81 であり、依然連結している。5日目には、赤い湖の先端から幅 1/243 の運河を掘る。以下同様にして、青、赤、緑の順に、幅が前日の 1/3 になるように運河を掘り続けると、陸の部分はどんどん幅を失っていく。
永遠に掘り続けた極限として、島は3色の湖 B, R, G と陸 Z の非交和として表される：
{\displaystyle U=B\cup R\cup G\cup Z.}
このとき、Z は B, R, G の共通の境界である。
全体が単位正方形であることや、1/3, 1/9 といった数値は重要ではない。肝要なのは、新しく掘った湖と残った陸との距離の最大値が、限りなく 0 に近付くように掘り進めることである。

### 補足
数学的議論に慣れた者にとっては蛇足であろうことを、2点補足として述べる。
まず、慣れていない者にとっては、永遠に運河を掘り続ける、というところが受け入れがたく感じられるかもしれない。しかし、カントール集合やコッホ曲線を構成する際のように、無限個の集合を扱うとか、無限回の操作を行う、などと数学者たちはわりと平気で言う。現実に絵が描けるか、ということもあまり気にはされず、抽象的な概念として把握できれば十分だと考えられている。実際、掘り方に紛れがないようにもう少し丁寧にルールを定めておけば、島の中の1点を選んだときに、その点が（とんでもなく遠い未来になる可能性もあるが）いつかは掘られていずれかの湖の一部となるか、掘られた湖の縁となって（幅のない）陸として残るか、運命はすでに定まっている。よって、「永遠に運河を掘り続ける」というのは単なるたとえ話であって、B, R, G, Z は集合としてきちんと把握できる。
また、境界とは何を意味するのか、数学的に正確な定義を知っておかねばならない。一般に、（ユークリッド空間における位相においては）点 P が領域 D の境界上の点であるとは、点 P を中心としてどんなに小さな円を書いたとしても、その円の内部に D 内の点と D 外の点の両方が含まれることを意味する。上記の構成を行うと、Z 上の任意の点を中心とする円は、必ず3つの湖の全てと交わる。これで、Z が3つの湖の共通の境界であることが理解されよう。

## 和田の吸引領域

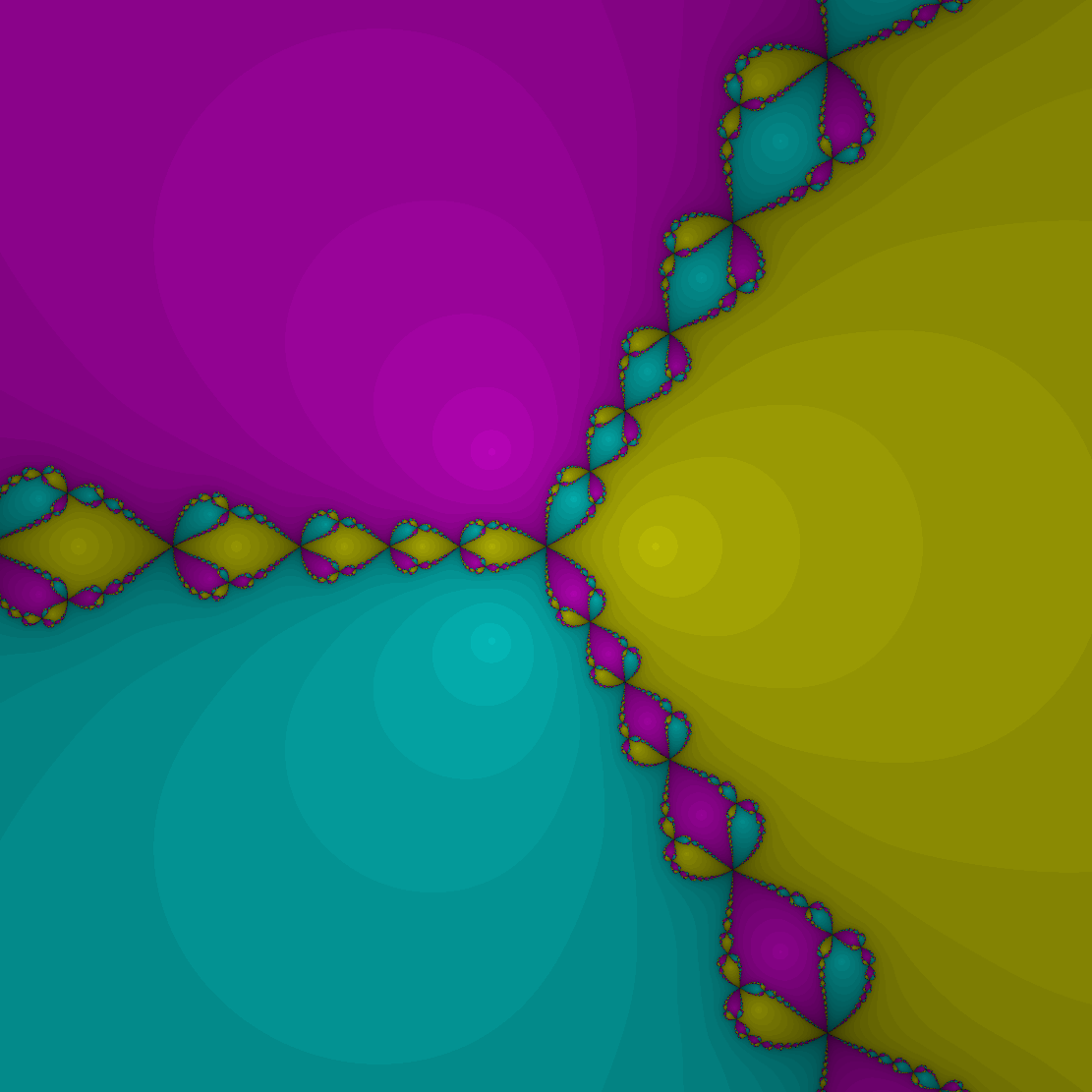
z^{3} − 1 = 0 の3つの解（1の立方根）に対応した3つの領域は、複雑に絡み合って共通の境界を持つ。

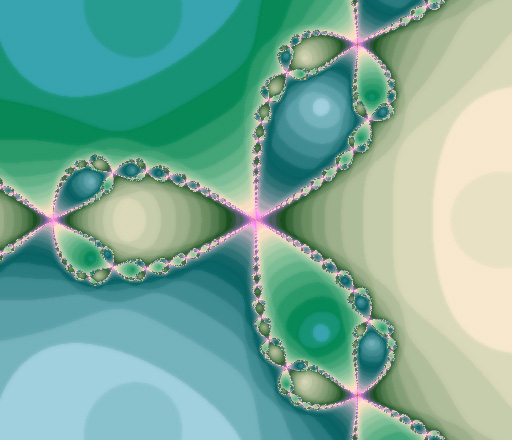
原点近くの拡大図。自己相似性が観察される。

和田の性質を持つ自然な例を得るには、例えば三次方程式 z3 − 1 = 0 を考えればよい。この方程式は三つの解
{\displaystyle z=1,\ {\frac {-1\pm {\sqrt {3}}i}{2}}}
を持つ。方程式の解を近似的に求める方法としてニュートン法があるが、三つの解のうちどれが求まるかは、最初にランダムに選んだ複素数に依存する。求まる解によって、複素数平面上の複素数を色分けすると、右の図が得られる。この3つの領域は、和田の性質を持つ。ただし、和田の湖とは異なり、3つの領域はどれも連結ではなく、それどころか無限個の部分に分かれている。この例は、和田の吸引領域と呼ばれるもののうち、最も単純な例である。
なお、境界上の点は、ニュートン法では（ゼロ除算が生じるなどして）解が求まらない初期値であることを意味する。ほんの少しずらせば解が求まるようになるが、3つの領域が和田の性質を持つということは、ずらし方がほんの少し変わるだけで得られる解が3通りに変わってくることを意味する。これはカオス理論が主に題材とする典型的な現象である。